# Пуф (мебельное изделие)

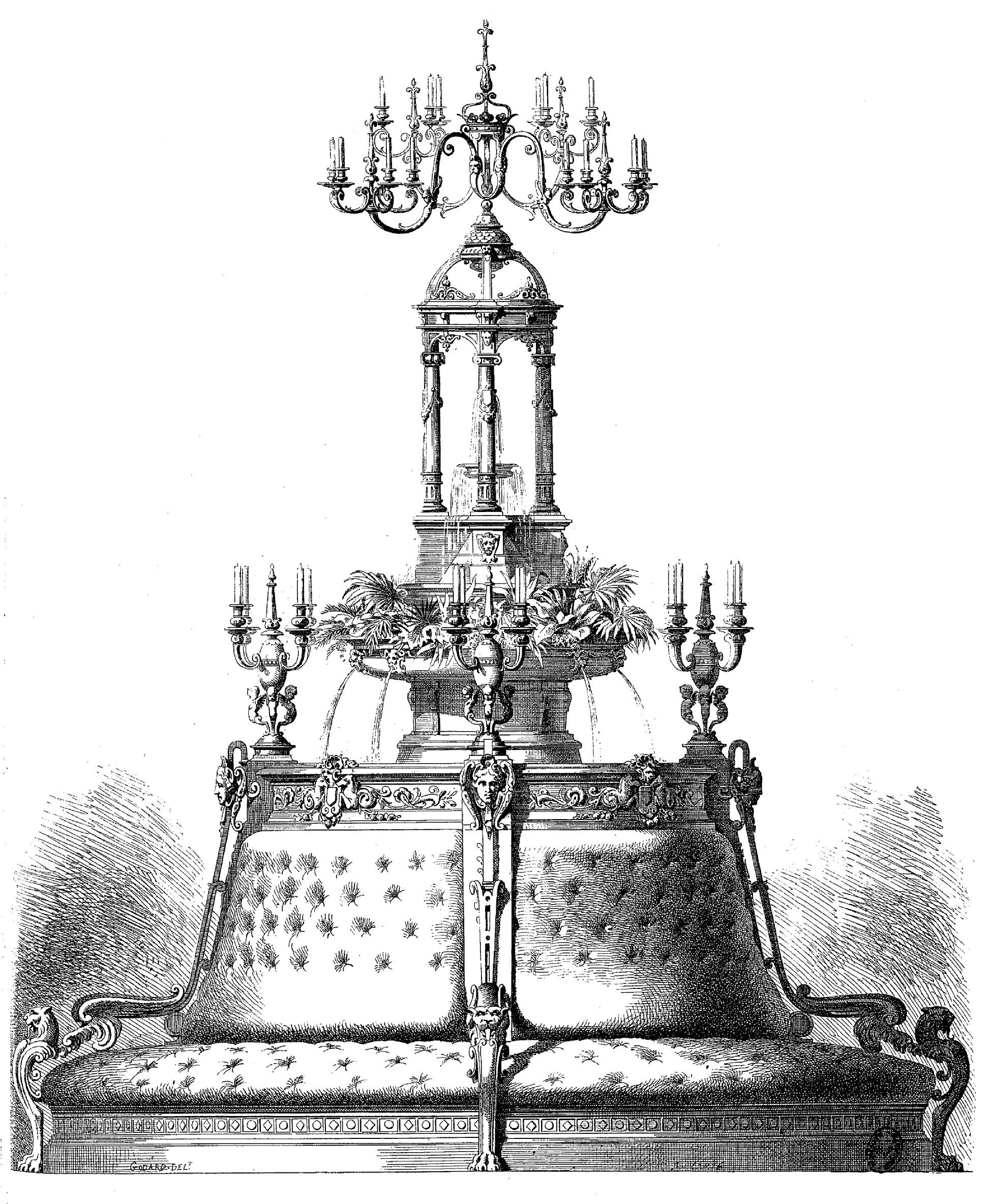
Монументальный пуф с фонтаном и садом на Всемирной выставке в Вене. 1873

Пуф (от фр. pouf), пуфик  — предмет мебели для сидения одного человека, без спинки и подлокотников, с мягким или полумягким сиденьем, которое может быть откидным или съёмным, с расположенным под ним отделением для хранения вещей. Сиденье круглое, прямоугольное или квадратное. Каркас полностью закрыт тканью. Ножки короткие. Может использоваться вместо банкетки или как подставка для ног. Бескаркасный пуф называется креслом-мешком.
В современном виде появился во Франции около 1845 года и поначалу имел форму гигантского кругового дивана с конической спинкой в центре (фр. borne), был популярен в течение XIX века, при этом центральная спинка borne к середине века обросла декорациями.